# Joseph Bowers
 (janvier 2022).
Joseph Bowers (né Josef Ebner, 18 février 1897 - 27 avril 1936) était un criminel américain d'origine autrichienne. Il a été arrêté après avoir volé du courrier avec une arme. Envoyé  à Alcatraz, il a été le premier prisonnier à essayer de s'évader de ce pénitencier.

## Biographie
Né dans une famille autrichienne ayant émigré aux États-Unis, Joseph Bowers a passé sa jeunesse dans une pauvreté extrême, qui l'a poussé à commettre des vols pour subvenir à ses besoins. Il a été arrêté par la police à la suite d'un vol de courrier postal qui ne lui avait rapporté que seize dollars et dix-huit cents. Il a été condamné à 25 ans de prison et a été transféré à Alcatraz le 4 septembre 1934. 
Le 27 avril 1936 il tente de franchir la clôture en fil barbelés de la prison en empilant quelques barils vides. Il parvient ainsi à arriver au sommet de la clôture mais le garde de la tour le voit et lui ordonne de ne plus bouger. Bowers refuse et le garde lui tire dessus. Bowers est tombé de soixante-dix pieds sur les rochers qui se trouvaient en dessous et meurt de ses blessures.  
L'incident appelé "Evasion désespérée" de Bowers a été considéré par certains détenus comme une véritable tentative d'évasion par d'autres comme un suicide délibéré (Bowers avait fait plusieurs tentatives de suicide, et était considéré par certains prisonniers comme un criminel fou), une tentative d'escalade pour attraper des déchets coincés dans la clôture en mailles de chaîne (Bowers était affecté à l'incinérateur de déchets), ou une tentative d'escalade de la clôture pour nourrir une mouette. Nous ne pouvons donc pas considérer de manière certaine qu'il s'agissait réellement d'une tentative d'évasion. Néanmoins, cet évènement est officiellement considéré comme la première tentative d'évasion de l'histoire de la prison d'Alcatraz,.